# هيثم ذيب
هيثم ذيب (مواليد 7 مارس 1986 في مجد الكروم) لاعب كرة قدم فلسطيني. يجيد اللعب في مركز الدفاع مع منتخب فلسطين الوطني ونادي شباب الخليل في الدوري الفلسطيني الممتاز للضفة الغربية .

## أهدافه الدولية
| #  | تاريخ       | مكان                             | خصم                  | نتيجة   | منافسة                         |
| -- | ----------- | -------------------------------- | -------------------- | ------- | ------------------------------ |
| 1. | 2 مارس 2013 | ملعب داسارات رانغاسالا، كاتماندو | بنغلاديش             | فوز 1–0 | تصفيات كأس التحدي الآسيوي 2014 |
| 2. | 4 مارس 2013 | ملعب داسارات رانغاسالا، كاتماندو | جزر ماريانا الشمالية | فوز 9–0 | تصفيات كأس التحدي الآسيوي 2014 |

## ألقاب شرفية

### المنتخب الوطني
- كأس التحدي الآسيوي: 2014

## روابط خارجية
- هيثم ذيب على موقع قاعدة بيانات كرة القدم.إي يو (الإنجليزية)
- هيثم ذيب على موقع ناشيونال فوتبول تيمز (الإنجليزية)
- هيثم ذيب على موقع Soccerway.com (الإنجليزية)

- ساكروي